# マックチューター数学史アーカイブ
マックチューター数学史アーカイブ（英語: MacTutor History of Mathematics archive）とはジョン・J・オコナーとエドマンド・F・ロバートソンが作成し、スコットランドにあるセント・アンドルーズ大学がホスティングしている有名な曲線に関する情報や数学史に関する様々な話題や多くの数学者の伝記を載せているウェブサイトである。
このウェブサイトは同作者による18メガバイトのHyperCardデータベースである「マスマティカル・マックチューター・システム(Mathematical MacTutor system)」という大規模プロジェクトの一環であり、マックチューターは広範囲の数学的な話題を扱っているがコンテンツは作者の興味と熱意に左右される形で偏っている。オコナーとロバートソンは自身が考えるコンピュータ、特にMacintoshのグラフィック機能の分野に注目しており他の方法では不可能な洞察力を与えてくれるとしている。従って、数学ソフトウェアにて見つけることが期待できる微分積分学の話題に加えてマックチューターは統計学、行列、複素解析上のスタックに加えて幾何学、代数学（特に群論）、グラフ理論、数論において特に強みを持つ。